# Pietro Verri
Pour les articles homonymes, voir Verri.
Le comte Pietro Verri (né à Milan le 12 décembre 1728 - mort à Milan le 28 juin 1797) est un philosophe, économiste, historien et écrivain italien.

## Biographie

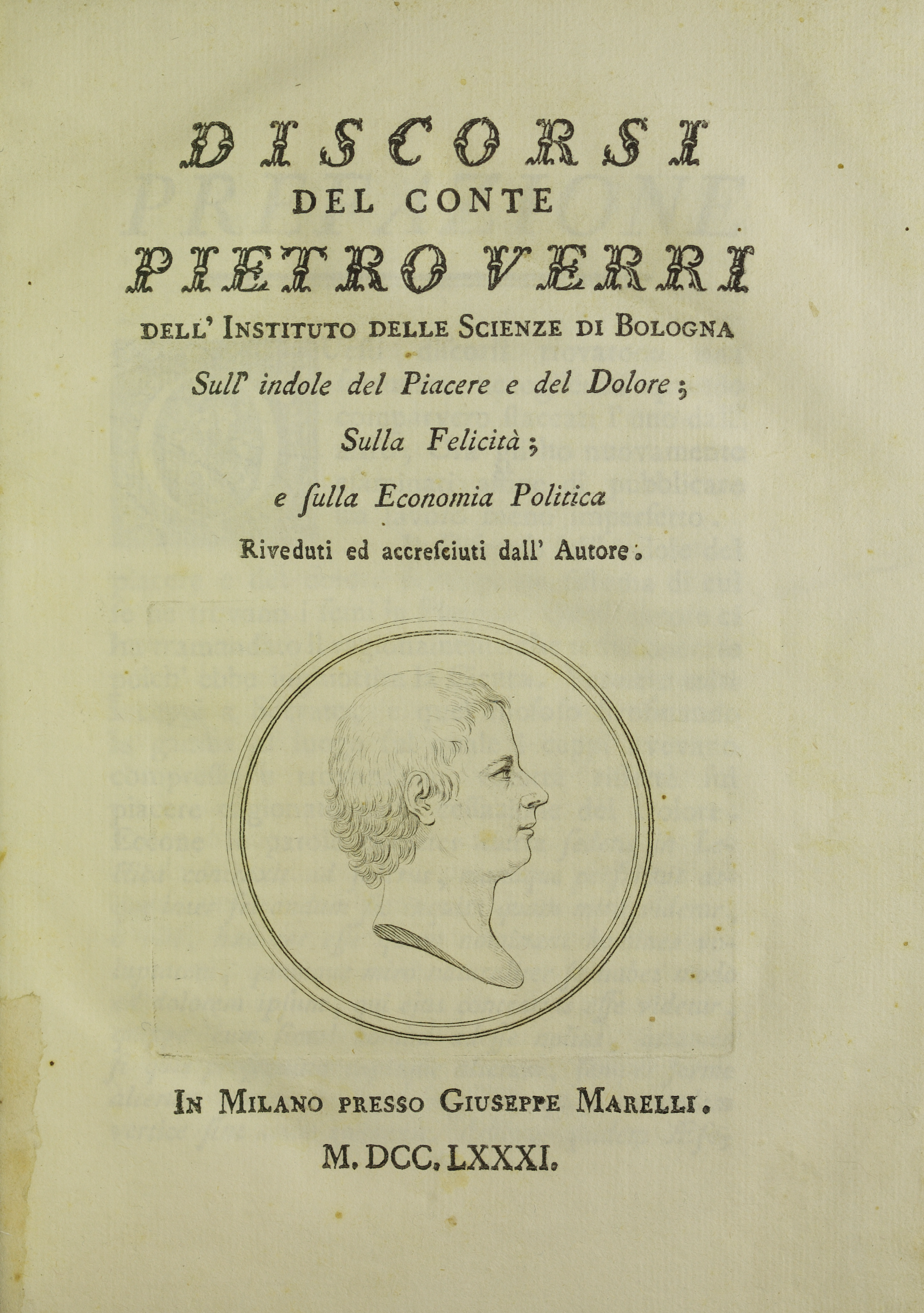
Sull'indole del piacere e del dolore, 1781

Illustre aristocrate milanais, économiste, fonctionnaire du gouvernement et philosophe des Lumières, qui, après une liaison amoureuse infortunée, une rupture avec sa famille et une crise intellectuelle profonde, est arrivé sur la scène publique en 1757 avec des écrits satiriques.
Verri servit ensuite brièvement dans l'armée autrichienne, en 1759-60, avant de revenir à Milan, où il a rapidement rencontré des philosophes importants comme Cesare Beccaria. Avec Beccaria et son propre frère Alessandro Verri, il a fondé la « Società dei Pugni » en 1761, un groupe de discussion se concentrant sur l'ordre public et des sciences économiques. De 1764 à 1766, le groupe a édité le grand journal Il Caffè . Son troisième frère le comte Carlo Verri fut aussi un homme politique de premier plan, notamment sénateur du royaume d'Italie et président de la régence provisoire en 1814, et auteur d'importants traités sur l'agriculture. Le quatrième frère, Giovanni Verri est moins connu.
Verri a commencé à publier des ouvrages sur des questions économiques en 1760. En 1763, il a produit son Discorso sulla felicità, un traité sur l'éthique hédoniste. Verri a aussi permis à Beccaria d'apporter ses contributions fondamentales à la philosophie sociale utilitaire.
Après la fermeture et la dispersion d'Il Caffè, Verri a obtenu différents postes dans l'administration autrichienne, rétablissant l'équilibre dans les comptes impériaux. Il en profita pour éditer certains de ses ouvrages les plus célèbres : son Discorso en 1773 et son Osservazioni sulla tortura en 1777 dénonçant l'utilisation de la torture.
En 1771, Meditazioni sulla economia politica de Verri fut certainement sa plus grande contribution aux théories économiques. Verri argua du fait que les prix dépendent de « l'abondance apparente » d'un bien et du « besoin » de celui-ci. Il définit le « besoin » comme une espèce de douleur que les hommes cherchent à minimiser par l'activité et l'industrie. Pour Verri, les « besoins » ne sont pas des seuls désirs mais doivent être exprimés avec le paiement, avec l'achat, ainsi ils peuvent être considérés comme des « demandes » dans le sens moderne. Avec Beccaria, Verri a noté que « l'abondance » augmente avec le nombre de vendeurs (c.-à-d. d'offres) et les « besoins » avec le nombre d'acheteurs (c.-à-d. de demandes). Il note que la valeur d'un produit correspond directement au besoin et à l'abondance (soit de l'offre et de la demande). De cette manière, Verri peut être considéré comme un précurseur important de la révolution marginaliste.
Le travail quantitatif de Verri inclut non seulement la tentative excellente de calculer la balance des paiements, mais aussi la première expression mathématique d'une courbe de demande. Sur la politique économique, Verri a suivi les positions radicales de laissez-faire préconisées par les physiocrates. Il était en désaccord principe de « reflux » de David Hume, car selon lui l'ajustement de la balance des paiements se produit non par des prix mais plutôt par les niveaux de l'activité économique globale (ce qui fait de Verri un keynesien précoce). Ses théories économiques sont donc intermédiaires entre celles des physiocrates et celles d'Adam Smith.
Dans ses fonctions officielles de l'administration autrichienne, Verri essaya d'introduire beaucoup de réformes économiques et administratives, mais avec peu de succès. En 1772, Verri était vice-président puis, en 1780, président de la chambre des comptes. Il s'est retiré de la vie publique en 1786 mais a vécu assez longtemps pour faire bon accueil à la Révolution française.

## Principales œuvres de Pietro Verri
- Discorso sulla felicità, 1763
- Osservazioni sulla tortura
- Memorie storiche sull'economia politica dello Stato di Milano
- Riflessioni sulle leggi vincolanti il commercio dei grani
- Discorso sull'indole del piacere e del dolore
- Meditazioni sulla economia politica
- Storia di Milano, 1783